# Sabr
Als Sabr oder SABR (Akronym für Sneak Attack by Roger; ausgesprochen [ˈseɪ.bə(ɹ)] wie englisch sabre ‚Säbel‘) wird eine spezielle Rückschlagform beim Tennis bezeichnet.

## Ausführung
Beim Sabr wird der zweite Aufschlag des Kontrahenten – der zur Vermeidung eines möglichen Doppelfehler meist vorsichtiger gespielt wird – mit frühem Laufen ins Feld beantwortet,  während der Gegner noch in der Aufschlagbewegung steckt, und möglichst früh retourniert, um dem Gegenspieler damit weniger Zeit für dessen nächsten Schlag zu gewähren. Üblicherweise drängt der Rückschläger nach dem Sabr wie beim Chip and Charge ans Netz vor. Populär wurde dieser Schlag im Jahr 2015 durch Roger Federer, der ihn beim ATP-Turnier in Cincinnati anwendete und von dem auch die Wortschöpfung Sabr (Sneak Attack by Roger) stammt.

## Taktische Ausrichtung
Die taktische Ausrichtung von Roger Federer geht laut seinem Trainer Stefan Edberg in Richtung kurze Ballwechsel, um Kraft zu sparen. Der Sabr ist eine Komponente dieses verkürzten Spielansatzes.

## Kontroversen
Zahlreiche ehemalige Tennisspieler – darunter auch Wimbledonsieger Boris Becker – äußerten sich kritisch zu Federers „neuem“ Schlag und bezeichneten diesen als respektlos.
Der Urheber dieser Returnform ist ungeklärt; Roger Federer machte diesen Schlag lediglich populär und gab ihm seine heute geläufige Bezeichnung.